# Alejandro Solalinde

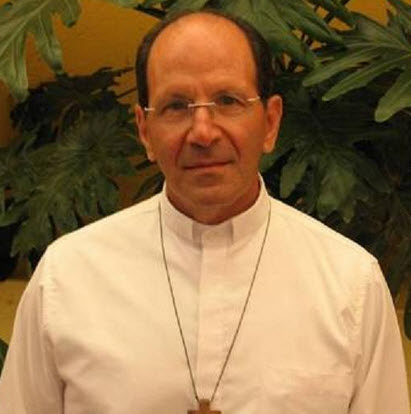
Jose Alejandro Solalinde Guerra

Jose Alejandro Solalinde Guerra (* 19. März 1945 in Toluca, Bundesstaat Mexico, Republik Mexiko) ist ein mexikanischer Priester und Menschenrechtler.

## Leben und Wirken
Solalinde studierte an verschiedenen Universitäten in Mexiko Geschichte, Philosophie, Katholische Theologie, Klassische Literatur und Familientherapeutik. Er wirkte viele Jahre als Priester, als er 2007 im Bundesstaat Oaxaca das Zentrum Hermanos en el Caminos in Ciudad Ixtepec begründet. Außerdem leitet er auch das Pastoral de movilidad humano pacifico sur del episcopado mexicano. Er ist der offizielle Beauftragte des Bistums Bistum Tehuantepec für Sozialpastorale Arbeit. Durch seine Arbeit ist er in ganz Mexiko bekannt.
Der Schwerpunkt seiner Arbeit liegt im Schutz und in der Fürsorge für die Migranten, die aus anderen Teilen Lateinamerikas auf dem Weg in die USA durch Mexiko sind und oftmals entführt, vergewaltigt, misshandelt und getötet werden. Hilfe kann er von den regionalen Behörden nicht erwarten; diese und die Drogenkartelle trachten ihm mittlerweile massiv nach dem Leben. Viele Morddrohungen haben den Priester mittlerweile erreicht. 2012 wurde der Priester offen bedroht, indem man ihm mitteilte, dass der Killer für ihn bereits bestellt und bezahlt sei. 300.000 Dollar hat die Drogenmafia auf seinen Kopf ausgesetzt.
Aufgrund der massiven Bedrohung lebt er seit dem 16. Mai 2012 in den USA. Der Priester wurde aufgrund seines Engagements unerfindlicher Weise vom zuständigen Diözesanbischof zum einfachen Gemeindepfarrer degradiert. Außerdem darf er die Leitung seiner Hilfsorganisation nicht mehr ausüben.
Im November 2014 bestellte der Bundesstaat Oaxaca Alejandro Solalinde zum Leiter der Wahrheitskommission (Comisión de la Verdad), die den Konflikt in Oaxaca in den Jahren 2006 und 2007 einschließlich einer eventuellen Verantwortung des damaligen Gouverneurs Ulises Ruiz Ortiz für die in jenen Jahren begangenen Menschenrechtsverletzungen untersuchen soll.